# Komet Van Ness 2
Komet Van Ness 2 ali 213P/Van Ness je periodični komet z obhodno dobo okoli 6,3 let. Komet pripada Jupitrovi družini kometov .

## Odkritje
Komet je odkril 10. septembra 2005 ameriški astronom Michael E. Van Ness na Observatoriju Lowell, Arizona, ZDA.